# Maggot Brain Theory
Maggot Brain Theory — четвёртый мини-альбом Esham A. Смита, выпущенный в 1994 году на лейбле Reel Life Productions. Трек с одноимённым названием вошёл в сборник лучших хитов «Detroit Dogshit» 1997 года.

## Список композиций
1. «Comin Out a Coma» — 2:35
2. «Maggot Brain Theory» — 2:44
3. «Traces of My Bloodtype» — 2:38
4. «Stop Diggin on da D-L» — 3:26
5. «I Know You Hate Me» — 2:49